# Podgórze (Wyżyna Olkuska)

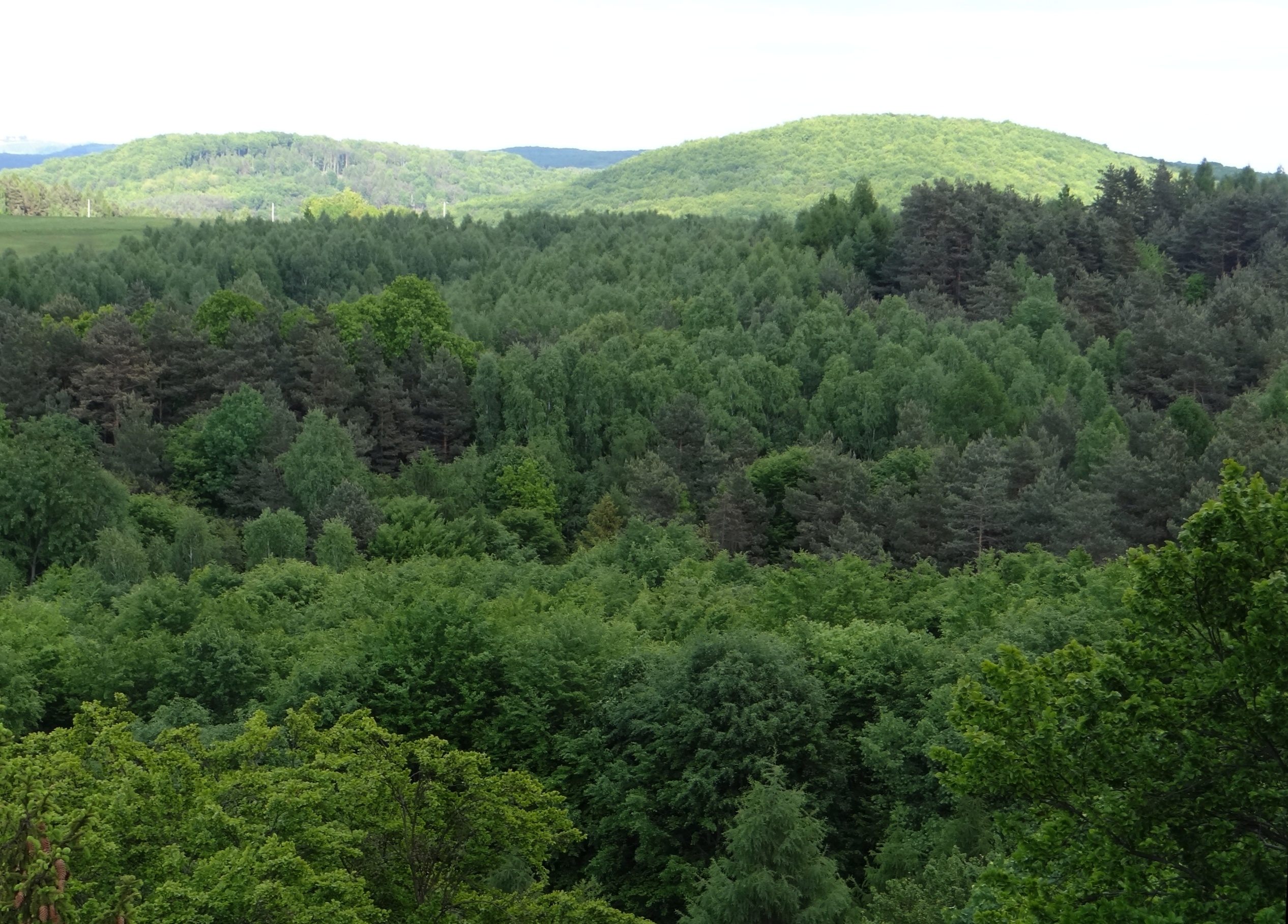
Widok z Igieł Olkuskich. Po lewej stronie Pilichowa Góra, po prawej Podgórze

Podgórze (418 m)  – wzniesienie pomiędzy wsiami Podlesie i Braciejówka w województwie małopolskim, w powiecie olkuskim, w gminie Olkusz. Od północy sąsiaduje z Pilichową Górą, od południa z Ostrogórą. Jest niemal całkowicie zarośnięte lasem o nazwie Charpuz. Jest to obszar Wyżyny Olkuskiej będącej częścią Wyżyny Krakowsko-Częstochowskiej.